# Ямашево (Чувашия)
Яма́шево (чув. Ямаш) — село в Канашском районе Чувашской Республики России. Административный центр Ямашевского сельского поселения.

## География
Село находится в центральной части Чувашии, в пределах Чувашского плато, в зоне хвойно-широколиственных лесов, на берегах реки Варскер, при автодороге 97К-007, на расстоянии примерно 17 км (по прямой) к северо-западу от города Канаш, административного центра района. Абсолютная высота — 149 м над уровнем моря.

### Климат
Климат характеризуется как умеренно континентальный, с продолжительной снежной зимой и тёплым летом. Среднегодовая температура воздуха — 3 °С. Средняя температура воздуха самого тёплого месяца (июля) — 18,7 °C (абсолютный максимум — 37 °C); самого холодного (января) — −13 °C (абсолютный минимум — −42 °C). Безморозный период длится около 143 дней. Среднегодовое количество осадков составляет около 490 мм, из которых 340 мм выпадает в тёплый период.

### Часовой пояс
Село Ямашево, как и вся Чувашия, находится в часовой зоне МСК (московское время). Смещение применяемого времени относительно UTC составляет +3:00.

## Население
| 2010 | 2012 |
| ---- | ---- |
| 568  | →568 |

### Половой состав
По данным Всероссийской переписи населения 2010 года, в гендерной структуре населения мужчины составляли 47,5 %, женщины — соответственно 52,5 %.

### Национальный состав
Согласно результатам переписи 2002 года, в национальной структуре населения чуваши составляли 99 % из 642 чел.

## Известные уроженцы
- Владимиров, Юрий Андреевич (род. 1932) — советский и российский биолог. Доктор биологических наук.